# أورزدي باك
أورزدي باك سلسلة محلات سابقة تعمل في مجال تجارة الجملة بالتجزئة من أقدم المحلات التي تضاهي ما يسمى اليوم «بالاسواق المركزية» في العالم. كانت تعمل سابقًا في كلاً من مصر، والعراق.

## التسمية
يعود تسمية المحلات إلى عائلة باخ Bach اليهودية، والتي إغتنت من التّجارة في عهد الإمبراطورية النّمساوية المجرية، ثمّ شاركت عائلة يهودية أخرى من أصل نمساوي مجري: أوروزدي Orosdi. حيث تزوّج أدولف أوروزدي Adolf Orosdi بأخت موريس باخ Maurice Bach. وكان أدولف أوروزدي ضابطاً قد شارك في حركة 1848 الوطنية المجرية. وبعد فشل الحركة الّتي قمعها النّمساويون، هاجر إلى إسطنبول عاصمة الدولة العثمانية، وبدأ عمله التجاري فيها.
وفتح في عام 1855 محّلاً في منطقة غَلَطة (غلاطة) الواقعة على مضيق البوسفور لبيع الملابس الجاهزة المستوردة من أوروبا. وقد نمت تجارته وتوسعت بعد ذلك، واستمرّ بها ولداه فيليب وليون من بعده. ثمّ شارك ولدا أوروزدي مع هيرمان وجوزيف، إبنَي موريس باخ، واتّفق هؤلاء الأربعة على تسمية شركتهم: أوروزدي باخ.
وفي عام 1879، تزوّج هيرمان باخ في باريس بماتيلد أوروزدي، أخت فيليب وليون، وأقاما في هذه المدينة. وفتح الشّركاء الأربعة في باريس عام 1888 المكتب الرّئيسي لشركتهم التّجارية بعد أن غيّروا كتابة اسم Bach (الّذي يلفظ “باك” بالفرنسية) إلى Back، وأصبح اسم الشّركة: Orosdi- Back.
وفي عام 1893 فتحوا أوّل محلاتهم في فيينا، عاصمة النّمسا، وأصبحت الشّركة في 1895 شركة مساهمة، وفتحت محلات كبرى في أوروبا الشّرقية وفي تركيا. وفي حوالي عام 1896 فتحوا أوّل محلاتهم في القاهرة، ثمّ في تونس وحلب وبيروت.
وكانت هذه المحلات من نوع جديد ظهر أولا في المدن الأوروبية في بداية القرن التّاسع عشر، وهي ما تسمى بالفرنسية: Grands magasins، وتسمى بالإنكليزية: Department stores.
ويمتلك كلّ محل من هذه المحلات الكبرى شخص واحد أو شركة واحدة، وفيها أقسام متعددة تبيع بضائع متنوّعة. فبينما كان السائد في الماضي محلات مختصّة في كلّ نوع من البضائع والسّلع: محلات للملابس وأخرى للأحذية والمصنوعات الجلدية أو للمواد المنزلية أو للمواد الغذائية، جمعت هذه المحلات الكبرى كلّ المنتجات والبضائع في مكان واحد. ولم يعد الزّبائن يحتاجون للتّنقل من محلّ إلى آخر وإنّما يجدون كلّ ما يحتاجونه في أقسام مختلفة في داخل نفس المحلّ الكبير.

## مصر

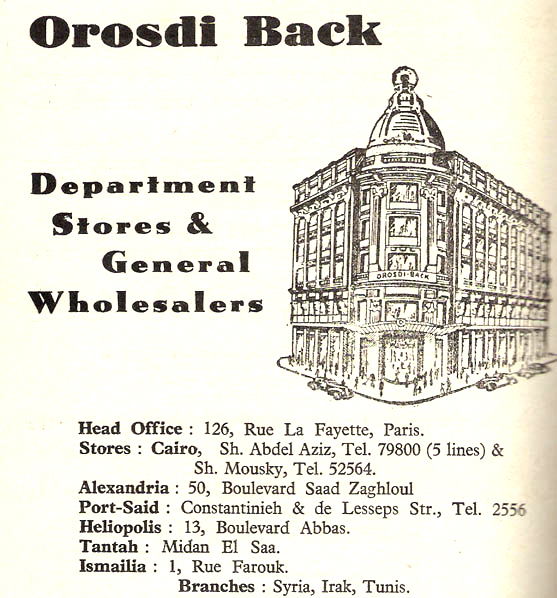
أوروزدي باك في مصر

في بداية عقد العشرينيات من القرن العشرين، إشترى أحد رجال الأعمال اليهود في مصر محلات أوروزدي باك في مصر وقام بتغيير اسمها إلى عمر أفندي، (في القاهرة والإسكندرية وطنطا …)، وظلت كذلك حتى سنة 1967 عندما تم تحويل الشركة بموجب القرار الجمهوري رقم 544 لسنة 1967 إلى شركة مساهمة مصرية تتبع الشركة القابضة للتجارة، التي لم يعد لها وجود الآن وتفرقت شركاتها على الشركة القومية للتشييد والتعمير والشركة القابضة للسياحة.
حصر القرار الجمهورى أنشطة عمر أفندى في الإتجار بجميع أنواع السلع ووسائل النقل الخفيف والتصدير والاستيراد والوكالة التجارية والتصنيع الجزئي ولها الحق في المشاركة في تكوين شركات مصرية أو أجنبية تباشر نشاطها في الداخل أو الخارج وكذلك القيام بأى نشاط يتعلق بأغراض الشركة.
استمرت الشركة في العمل إلى أن بدأت حكومة الرئيس حسني مبارك في الخصخصة الجزئية لفروعها، ضمن برنامج واسع لخصخصة شركات قطاع الأعمال العام شمل أكثر من 140 شركة.

## العراق
افتتحَ محل كبير لأوروزدي باك في بغداد في تلك الفترة تقريباً، أي في بداية عقد العشرينيات، ثمّ آخر في البصرة. ونجد في خارطة مدينة بغداد التّي نشرتها باللغة الإنكليزية مديرية الأشغال العمومية في أمانة عاصمة بغداد Public Works Departement عام 1929 اسم المحل مكتوباً: Orosdiback، من غير فاصل بين جزئيه. وكانت محلاّت أوروزدي باك، الّتي يسميها البغداديون: أورزدي، في شارع الرّشيد.
وكانت تباع فيها، كما في كلّ المحلات الكبرى، أنواع مختلفة من البضائع والسّلع المحلية الصّنع أو المستوردة. وكانت هذه المحلات تتوجه لأفراد الطّبقة المتوسّطة والطّبقة الغنّية. ولهذا بنت سمعتها على بيع منتجات جيّدة النّوعية وعلى أسعار ثابتة تكتب بجانبها، لا يمكن للزّبائن أن يساوموا عليها. وكانت المحلات تشغل طابقين (الطّابق الأرضي والطّابق الأوّل) نصب بينهما مصعد كهربائي لم ير كثير من سكّان بغداد مصعداً قبله. وكان مدخلها على شارع الرّشيد: بابها زجاجي دوّار، يقف أمامه بوّاب بزيّ رسمي نظيف. وتحيط بالباب من جانبيه واجهات زجاجية كانت تعرض فيها بضائع حديثة لجذب أنظار المارّة، ولدفعهم لدخول المحلات للتّفرج، ثم لإغرائهم بعد ذلك بالشّراء. وهو أمر سائد في كلّ المجتمعات الإستهلاكية.
في فترة السبعينيات أممت الحكومة العراقية محلات أوروزدي باك، وأصبحت ملكاً للدّولة تحت اسم: “الأسواق المركزية”. وأنشئت شركة حكومية لإدارتها باسم “الشّركة العامة للأسواق المركزية”، كانت تابعة لوزارة التّجارة وفتحت لها فروع في عدد من أحياء بغداد مثل الكرادة والمنصور والعدل والشّعب والبلديات، ثمّ فتحت لها فروع في المحافظات. ولا يمكن لأحد أن يقلل من أهمية محلات أوروزدي باك الّتي واكبت ولا شكّ دخول المجتمع العراقي (أو على الأقلّ المجتمع البغدادي) في الثّقافة الإستهلاكية، والّتي تحتل مكانتها في ذاكرتنا الجماعية.